# Аль-Хорезми
Абу́ Абдулла́х (или Абу Джафар) Муха́ммад ибн Муса́ аль-Хорезми́ (также ал-Хваризми) (перс. بن موسی خوارزمی‎‎, араб. أبو عبد الله محمد بن موسی الخوارزمی‎‎; ок. 783 — ок. 850) — персидский или среднеазиатский учёный IX века из Хорезма, математик, астроном, географ и историк. Благодаря ему в математике появились термины «алгоритм» и «алгебра». По причине того, что он был первым человеком, который рассматривал алгебру как самостоятельную дисциплину, а также первым начал преподавать алгебру в элементарной форме, прозван отцом и основателем алгебры.

## Биография
Аль-Хорезми родился в эпоху великого культурного и научного подъёма предположительно в Хиве в регионе Хорезм в 783 году. Начальное образование он получил у выдающихся учёных Мавераннахра и Хорезма. На родине он познакомился с индийской и греческой наукой, а в Багдад он попал уже вполне сложившимся учёным.
В 819 году аль-Хорезми переехал в пригород Багдада, Каттраббула. В Багдаде он провёл значительный период своей жизни, возглавляя при халифе аль-Мамуне (813—833) «Дом Мудрости» (араб. «Байт аль-хикма»). До того, как стать халифом, аль-Мамун был наместником восточных провинций Халифата, и не исключено, что с 809 года аль-Хорезми был одним из придворных учёных аль-Мамуна. В одном из своих сочинений аль-Хорезми с похвалой отозвался об аль-Мамуне, отмечая его «любовь к науке и стремление приближать к себе учёных, простирая над ними крыло своего покровительства и помогая им в разъяснении того, что для них неясно, и в облегчении того, что для них затруднительно».
«Дом мудрости» был своего рода Академией наук, где работали учёные из Сирии, Египта, Ирана, Хорасана и Мавераннахра. В ней находилась библиотека с большим количеством старинных рукописей и астрономическая обсерватория. Здесь на арабский язык были переведены многие греческие философские и научные труды. В это же время там работали Хаббаш аль-Хасиб, аль-Фергани, Ибн Турк, аль-Кинди и другие выдающиеся учёные.
По заказу халифа аль-Мамуна аль-Хорезми работал над созданием инструментов для измерения объёма и длины окружности земли. В 827 году в пустыне Синджар аль-Хорезми принимал участие в измерении длины градуса дуги земного меридиана с целью уточнить величину окружности Земли, найденную в древности. Измерения, сделанные в пустыне Синджар оставались непревзойдёнными по точности на протяжении 700 лет.
Примерно в 830 году Мухаммад ибн Муса аль-Хорезми создал первый известный трактат по алгебре. Аль-Хорезми посвятил два своих произведения халифу аль-Мамуну, который оказывал покровительство учёным Багдада.
При халифе аль-Васике (842—847) аль-Хорезми возглавлял экспедицию к хазарам. Последнее упоминание о нём относится к 847 году, когда умер халиф аль-Васик. Аль-Хорезми упоминается среди лиц, присутствовавших при его кончине. Принято считать, что он умер в 850 году.

## Вклад в мировую науку
Аль-Хорезми впервые представил алгебру как самостоятельную науку об общих методах решения линейных и квадратных уравнений, дал классификацию этих уравнений.
Историки науки высоко оценивают как научную, так и популяризаторскую деятельность аль-Хорезми. Известный историк науки Дж. Сартон назвал его «величайшим математиком своего времени и, если принять во внимание все обстоятельства, одним из величайших всех времён».
Труды аль-Хорезми переводились с арабского на латинский язык, а затем на новые европейские языки. На их основе создавались различные учебники по математике. Труды аль-Хорезми сыграли важную роль в становлении науки эпохи Возрождения и оказали плодотворное влияние на развитие средневековой научной мысли в странах Востока и Запада.

### Математика
Аль-Хорезми разработал подробные тригонометрические таблицы, содержащие функции синуса. В XII и XIII веках на основании книг аль-Хорезми были написаны на латыни работы «Carmen de Algorismo» (Александр из Вильдьё) и «Algorismus vulgaris» (Иоанн Сакробоско), сохранявшие актуальность ещё много столетий. До XVI века переводы его книг по арифметике использовались в европейских университетах как основные учебники по математике.

### Астрономия
Аль-Хорезми является автором серьёзных трудов по астрономии. В них он рассказывает о календарях, расчётах истинного положения планет, расчётах параллакса и затмения, составлении астрономических таблиц (зидж), определении видимости луны и т. д. В основу его работ по астрономии легли труды индийских астрономов. Он осуществил доскональные расчёты позиций Солнца, Луны и планет, солнечных затмений. Астрономические таблицы Аль-Хорезми были переведены на европейские, а позднее, китайский, языки.

### География
В области географии аль-Хорезми написал книгу «Книга картины земли» (Китаб сурат аль-ард), в которой он уточнил некоторые взгляды Птолемея. Книга включала описание мира, карту и список координат важнейших мест. Несмотря на то, что карта аль-Хорезми была точнее карты древнегреческого астронома, его труды не заменили использовавшуюся в Европе птолемееву географию. Используя свои собственные открытия, аль-Хорезми откорректировал исследования Птолемея по географии, астрономии и астрологии. Для составления карты «известного мира» аль-Хорезми изучил работы 70 географов.

### История
Мухаммад ибн Муса аль-Хорезми был автором первой книги по всемирной истории, составленной представителем Центральной Азии. Его «Книга истории» («Китаб ат-та’рих») сохранилась лишь в отрывках. Цепь извлечений из «Книги истории» позволяет установить, что сочинение аль-Хорезми было написано в форме анналов, то есть летописи. События в ней излагались последовательно, по годам. Например, он приводил сведения о времени рождения Александра Македонского. О датах рождения, начала пророческой деятельности и смерти пророка ислама Мухаммада. О смерти Мухаммада, начале правления халифа Абу Бакра, военных действиях арабов против Византии и Ирана в 631—653 гг., о завоевании арабами Сирии, Ирака, Ирана и Мавераннахра, о войне арабов с хазарами в 728—731 гг. «Книга истории» была завершена им около 830 г.

## Сочинения
Аль-Хорезми был автором 9 сочинений:
1. Книга об индийском счёте (Арифметический трактат, Книга о сложении и вычитании);
2. Краткая книга восполнения и противопоставления («Китаб аль-джебр ва-ль-мукабала»);
3. Книга о действиях с помощью астролябии («Китаб аль-амаль би-ль-астурлабат») — в неполном виде включена в сочинение аль-Фергани, в разделах 41—42 этой книги был описан специальный циркуль для определения времени намаза;
4. Книга о солнечных часах («Китаб ар-рухама»);
5. Книга картины Земли (Книга географии, «Китаб сурат аль-ард»);
6. Трактат об определении эры евреев и их праздниках («Рисала фи истихрадж тарих аль-яхуд ва аядихим»);
7. Книга о построении астролябии — не сохранилась и известна только по упоминаниям в других источниках;
8. Астрономические таблицы («Зидж»);
9. Книга истории — содержала гороскопы известных людей.

Из этих 9 книг до нас дошли только 7. Сохранились они в виде текстов либо самого Аль-Хорезми либо в переводах на латынь, либо его арабских комментаторов.

### Китаб аль-джабр ва-ль-мукабала
Аль-Хорезми известен прежде всего своей «Книгой о восполнении и противопоставлении» («Аль-китаб аль-мухтасар фи хисаб аль-джабр ва-ль-мукабала»), которая сыграла важнейшую роль в истории математики. От слова аль-джабр (в названии) произошло слово алгебра. Подлинный арабский текст утерян, однако содержание известно по латинскому переводу 1140 года английского математика Роберта Честерского. Рукопись, которую Роберт Честерский озаглавил как «Книга об алгебре и ал-мукабале» хранится в Кембридже. Другой перевод книги выполнен испанским евреем Иоанном Севильским. Задумывавшаяся как начальное руководство по практической математике «Китаб аль-джабр…» в первой (теоретической) своей части начинается с рассмотрения уравнений первой и второй степени, а в двух заключительных разделах переходит к практическому применению алгебры в вопросах мероопределения и наследования. Слово аль-джабр («восполнение») означало перенесение отрицательного члена из одной части уравнения в другую, а аль-мукабала («противопоставление») — сокращение равных членов в обеих частях уравнения.

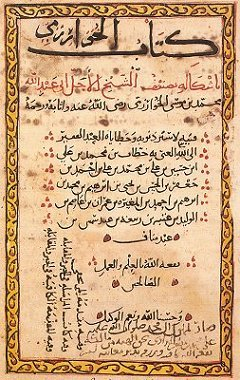
Первая страница книги Китаб аль-джебр ва-ль-мукабала.

#### Теоретическая часть
В теоретической части своего трактата аль-Хорезми даёт классификацию уравнений 1-й и 2-й степени и выделяет шесть видов квадратного уравнения {\displaystyle ax^{2}+bx+c=0}:
- «квадрат» равен «корню» {\displaystyle ax^{2}=bx} (пример {\displaystyle 5x^{2}=10x});
- «квадрат» равен свободному члену {\displaystyle ax^{2}=c} (пример {\displaystyle 5x^{2}=80});
- «корень» равен свободному члену {\displaystyle bx=c} (пример {\displaystyle 4x=20});
- «квадрат» и «корень» равны свободному члену {\displaystyle ax^{2}+bx=c} (пример {\displaystyle x^{2}+10x=39});
- «квадрат» и свободный член равны «корню» {\displaystyle ax^{2}+c=bx} (пример {\displaystyle x^{2}+21=10x});
- «корень» и свободный член равны «квадрату» {\displaystyle bx+c=ax^{2}} (пример {\displaystyle 3x+4=x^{2}}).

Такая классификация объясняется требованием, чтобы в обеих частях уравнения стояли положительные члены.
Охарактеризовав каждый вид уравнений и показав на примерах правила их решения, аль-Хорезми даёт геометрическое доказательство этих правил для трёх последних видов, когда решение не сводится к простому извлечению корня.
Для приведения квадратно канонических видов аль-Хорезми вводит два действия. Первое из них, аль-джабр, состоит в перенесении отрицательного члена из одной части в другую для получения в обеих частях положительных членов. Второе действие — аль-мукабала — состоит в приведении подобных членов в обеих частях уравнения. Кроме того, аль-Хорезми вводит правило умножения многочленов. Применение всех этих действий и введённых выше правил он показывает на примере 40 задач.
Геометрическая часть посвящена, в основном, измерению площадей и объёмов геометрических фигур.

#### Практическая часть
В практической части автор приводит примеры применения алгебраических методов в решении хозяйственно-бытовых, измерение земель, строительство каналов и т. д. В «Главе о сделках» рассматривается правило для нахождения неизвестного члена пропорции по трём известным членам, а в «Главе об измерении» — правила для вычисления площади различных многоугольников, приближённая формула для площади круга и формула объёма усечённой пирамиды. К нему присоединена также «Книга о завещаниях», посвящённая математическим задачам, возникающим при разделе наследства в соответствии с мусульманским каноническим правом.
«Алгебра» ал-Хорезми, положившая начало развития новой самостоятельной научной дисциплины, позднее комментировалась и совершенствовалась многими восточными математиками (Ибн Турк, Абу Камил, ал-Караджи и др.). Эта книга была дважды переведена в XII веке на латинский язык и сыграла чрезвычайно важную роль в развитии математики в Европе. Под непосредственным влиянием этого труда находился такой выдающийся европейский математик XIII века, как Леонардо Пизанский.

#### Алгоритм
Латинский перевод книги начинается словами «Dixit Algorizmi» (сказал аль-Хорезми). Так как сочинение об арифметике было очень популярно в Европе, то латинизированное имя автора (Algorizmi или Algorizmus) стало нарицательным, и средневековые математики так называли арифметику, основанную на десятичной позиционной системе счисления. Позднее европейские математики стали называть так всякое вычисление по строго определённым правилам. В настоящее время термин алгоритм означает набор инструкций, описывающих порядок действий исполнителя для достижения результата решения задачи за конечное число действий.

### Астрономические таблицы (зидж)
Астрономия занимала ведущее место среди точных наук на средневековом Востоке. Без неё нельзя было обойтись ни в орошаемом земледелии, ни в морской и в сухопутной торговле. К IX в. появились первые самостоятельные труды по астрономии на арабском языке, среди которых особое место занимали сборники астрономических и тригонометрических таблиц (зиджи). Зиджи служили для измерения времени, с их помощью вычислялись положения светил на небесной сфере, солнечные и лунные затмения.
К числу первых зиджей относится «Зидж аль-Хорезми», который послужил основой средневековых исследований в этой области как на Востоке, так и в Западной Европе. Хотя «Зидж аль-Хорезми» в основном является обработкой «Брахмагупхута-сиддханты» Брахмагупты, многие данные в нём приведены на начало персидской эры Йездигерда, и наряду с арабскими названиями планет, в таблицах уравнений планет этого зиджа приведены их персидские названия. К этому зиджу примыкает также «Трактат об исчислении эры евреев». «Книга хроники» аль-Хорезми, упоминаемая в разных источниках, не сохранилась.
Книга начиналась с раздела о хронологии и календаре, что было очень важно для практической астрономии, так как из-за разности календарей трудно было определить точную датировку. Существовавшие лунные, солнечные и лунно-солнечные календари и разные начала летоисчисления приводило к множеству различных эр и у разных народов одно и то же событие датировалось по-разному. Аль-Хорезми описывал исламский юлианский календарь (календарь «румов»). Он также сопоставил различные эры, среди которых древнейшая эра Индии (началась в 3101 до н. э.) и «эра Александра» (начиналась 1 октября 312 до н. э.). По расчётам аль-Хорезми начало исламской эры летоисчисления соответствует 16 июля 622 года. Аль-Хорезми принял меридиан, проходящий через место, называемое Арин, в качестве начального меридиана, от которого вёлся отсчёт времени; И. Ю. Крачковский отождествил Арин с городом Удджайн в Индии. В «Зидже» говорится о «Куполе Арина», поскольку считалось, что меридиан Удджайна совпадал с меридианом острова Шри-Ланка, якобы лежащего на экваторе; согласно представлениям индийских географов, в «среднем месте» Земли, точке пересечения нулевого меридиана и экватора, находится некий «купол», или «Купол Удджайна». В арабском написании слова Удджайн и Арин мало отличаются, поэтому «Купол Удджайна» превратился в «Купол Арина», или просто Арин.

### Книга об индийском счёте
Аль-Хорезми написал «Книгу об индийском счёте», способствовавшую популяризации арабских цифр и десятичной позиционной системы записи чисел во всём Халифате, вплоть до Мусульманской Испании. Арабский текст был утерян, однако сохранился его латинский перевод XII века «Algoritmi de numero Indorum». Латинский перевод не сохранил многие подробности оригинального текста аль-Хорезми. Книга оказала огромное влияние на позднейшие руководства не только Востока, но и Запада.
В книге описано нахождение десятичного числа, состоящего из девяти арабских цифр и нуля. Возможно, аль-Хорезми стал первым математиком, использовавшим ноль в записи числа. В оригинале «Книги об индийском счёте» был описан метод нахождения квадратного корня, однако в латинском переводе его нет.
Через двести лет после написания «Книги об индийском счёте» индийская система распространилась по всему исламскому миру. В Европе «арабские» цифры впервые упоминаются около 1200 года. Арабские цифры первоначально использовались только в университетах. В 1299 году в итальянской Флоренции был издан закон, запрещающий использование арабских цифр. Но поскольку арабские цифры стали широко использоваться итальянскими купцами, то к XVI в. вся Европа перешла на них. До начала XVIII в. в России использовалась кириллическая система счисления, после чего она была заменена на систему счисления, основанную на арабских цифрах.

### Книга картины Земли
С трудами по математике и астрономии были связаны и его сочинения по географии. Написанная аль-Хорезми «Книга картины Земли» — первое географическое сочинение на арабском языке и первое сочинение по математической географии — оказала сильное влияние на развитие этой науки.
Он впервые на арабском языке описал известную к тому времени обитаемую часть Земли, дал карту с 2402 населёнными пунктами и координатами важнейших населённых пунктов. Во многом он опирался на греческие сочинения (География Птолемея), но его Книга картины Земли — не просто перевод сочинений предшественников, а оригинальный труд, содержащий много новых данных. Он организовал научные экспедиции в Византию, Хазарию, Афганистан, под его руководством была вычислена (очень точно по тем временам) длина одного градуса земного меридиана, но главные его научные достижения связаны с математикой. В «Книге картины Земли» было дано определение широты и долготы.
В частности, аль-Хорезми упоминал о двух Скифиях (Аскусийа), населенных соответственно тюрками и токуз-огузами.

## Личность
Сведений о жизни учёного сохранилось крайне мало. Дуглас Мортон Данлоп предполагает, что Мухаммад ибн Муса аль-Хорезми мог быть тем же человеком, что и Мухаммад ибн Муса ибн Шакир, старший из трёх братьев Бану Муса.
Ат-Табари писал про аль-Хорезми, используя эпитет «аль-Маджуси», то есть маг, из этого делается вывод, что он происходил из рода зороастрийских жрецов. Однако, что касается религии самого аль-Хорезми, историк науки Джеральд Тумер отмечает, что:

<...> благочестивое предисловие к «Алгебре» аль-Хорезми показывает, что он был правоверным мусульманином, поэтому эпитет ат-Табари мог означать не более, что его предки и, возможно, он в юности были зороастрийцами

## Память
С 16 по 22 октября 1979 года, по инициативе Дональда Кнута и Андрея Ершова при поддержке Академии наук СССР и Академии наук Узбекской ССР, в городе Ургенч в Узбекистане состоялся Международный симпозиум «Алгоритмы в современной математике и её приложениях», посвящённый 1100-летию термина «алгоритм».
- В 1983 году в Узбекистане широко отмечалось 1200-летие аль-Хорезми.
- С 1987 года вручается Международная премия Хорезми.
- В Хиве в честь аль-Хорезми установлен памятник.
- В Ташкенте (Узбекистан) в честь аль-Хорезми названы массив и улица.
- Улица Аль-Хорезми в Дашогузе, Туркменистан.
- Ургенчский государственный университет имени Аль-Хорезми в городе Ургенч.
- Университет имени Хорезми в Иране.
- С 2017 года Ташкентский университет информационных технологий носит имя аль-Хорезми[31].

## Оценки
- Основатель современной истории науки Джордж Сартон назвал его «величайшим математиком своего времени и, если принять во внимание все обстоятельства, одним из величайших всех времён»[32].
- Математик Абу Камил подчеркивал роль аль-Хорезми в изобретении алгебры, называя его тем, кто «первым преуспел в написании книги по алгебре и кто был первооткрывателем и изобрел все принципы в ней»[33].

## Публикации
- ал-Хорезми Мухаммад. Математические трактаты. Ташкент: Фан, 1964. (2-е изд.: 1983)
- ал-Хорезми Мухаммад. Астрономические трактаты. Ташкент: Фан, 1983.